# Мермоз — Пинель (станция метро)
«Мермо́з — Пине́ль» (фр. Mermoz – Pinel) — станция линии D Лионского метрополитена.

## Расположение
Станция находится на границе 8-го округа Лиона и пригорода Лиона коммуны Брон. Платформа станции расположена под пересечением бульвара Пинель (фр. boulevard Pinel) с авеню Жан Мермоз (фр. avenue Jean Mermoz). Вход на станцию производится с вышеуказанного перекрёстка.

## Особенности
Станция открыта 11 декабря 1992 года в составе второй очереди линии D от станции Гранж Бланш до станции Гар де Венисьё. Состоит из двух путей и двух боковых платформ. Пассажиропоток в 2006 году составил 254 472 чел./мес.
Станция находится точно под площадью. После того, как в 2010 году был разобран находившийся над площадью путепровод, она была перестроена. Проект станции был разработан архитектором Жаном-Рене Саланьяком (фр. Jean-René Salagnac). Над входом со стороны торгового центра по проекту архитекторов Франсуаз-Элен Журды (фр. Françoise-Hélène Jourda) и Жиля Перродена (фр. Gilles Perraudin) сделан навес необычной формы.

## Происхождение названия
Название станции образовано из имён двух улиц, образующих перекрёсток, под которыми она расположена. Первая часть названия напоминает о Жане Мермозе (1901—1936) — французском лётчике и политике, одном из основателе Французской социальной партии. Вторая часть названия дана в честь Филиппа Пинеля (1745—1826), французского психиатра.

## Достопримечательности
- Галери Лафайет — торговый центр
- Стадион Вийерме[фр.] для игры в регби

## Наземный транспорт
Со станции существует пересадка на следующие виды транспорта:

  — «главный» автобус

    — автобус